# Ha (mythologie)
Pour les articles homonymes, voir Ha.
Dans la mythologie égyptienne, Ha (le harpon occidental) est le dieu du désert occidental. Il est le dieu protecteur du 7e nome de Basse-Égypte.
Il est dépeint sous forme humaine, et peut être représenté tenant un harpon dans la main. Sur la tête, il porte le symbole des montagnes du désert ou le signe hiéroglyphique pour « Ouest ».
C'est un dieu très ancien, probablement un des premiers à adopter une forme humaine, présent dès l'époque archaïque.
Il porte les titres de « Seigneur de la Libye » (???) et de « Seigneur de l'Occident ».
Il était associé au désert, aux oasis et aux montagnes et dans les combats, il repoussait les ennemis de l'Ouest, c'est-à-dire les Libyens ou les autres habitants de cette zone.
On l'assimile à l'Ouest, les autres points cardinaux étant assimilés à Sobek au Nord, Dédoun au Sud, et Sopdou à l'Est.
Le monde de l'Ouest étant le monde des morts, il occupe un rôle important dans le culte funéraire. Il semble très fréquemment mentionné à côté du dieu Igaï, avec lequel il partage des titres et des fonctions. Il occupe une place importante dans la célébration Shed, aux côtés d'Igaï, dieu du culte funéraire, assimilé à Anubis.